# Левино (Вологодский район)
Левино — деревня в Вологодском районе Вологодской области.
Входит в состав Сосновского сельского поселения, с точки зрения административно-территориального деления — в Сосновский сельсовет.
Расстояние по автодороге до районного центра Вологды — 30,5 км, до центра муниципального образования Сосновки — 11 км. Ближайшие населённые пункты — Боково, Ваталино, Воскресенское, Лантьево, Погорелово.
По данным переписи в 2002 году постоянного населения не было.